# Anamudi
Anamudi oder Ana mudi (Malayalam ആനമുടി; tamilisch Anai mudi ஆனைமுட) ist mit einer Höhe von 2695 m der höchste Berg der Westghats und Südindiens. Er liegt im Eravikulam-Nationalpark ungefähr am Schnittpunkt der Kardamomberge, Anaimalai-Berge und Palani-Berge.

## Lage
Der Anamudi-Peak befindet sich im gleichnamigen Gebirge (Anamudi Hills) im Südosten des Bundesstaats Kerala etwa 45 km (Luftlinie) westlich der Grenze zu Tamil Nadu bzw. ca. 60 km östlich der Küste der Arabischen See. Die Stadt Munnar liegt etwa 16 km (Fahrtstrecke) und 1,5 km (Fußweg) südlich.

## Besteigung
In Munnar gibt es zahlreiche Bus- und Taxiunternehmen, die eine einfache Anreise zum Fuß des Berges ermöglichen. Die Besteigung des Berges ist eher einfach.

## Fauna und Flora
In der von Bambus und Teakbäumen bestandenen Wäldern an seinen Hängen leben Indische Elephanten, Gaure und Nilgiri-Tahre.